# Zwaluwtiran
De zwaluwtiran (Hirundinea ferruginea) is een zangvogel uit de familie Tyrannidae (tirannen).

## Verspreiding en leefgebied
Deze soort komt wijdverspreid voor in Zuid-Amerika en telt vier ondersoorten:
- H. f. ferruginea: O-Colombia, NW-Brazilië, ZO-Venezuela, ZW-Guyana en Frans-Guyana.
- H. f. sclateri: van W-Venezuela, Colombia tot ZO-Peru.
- H. f. bellicosa: Z- en O-Brazilië, O-Paraguay, NO-Argentinië en Uruguay.
- H. f. pallidior: N- en O-Bolivia, W-Paraguay en NW-Argentinië.

## Status
De grootte van de populatie is niet gekwantificeerd maar de soort wordt omschreven als vrij algemeen maar met een versnipperde verspreiding. Op de Rode lijst van de IUCN heeft deze soort de status niet bedreigd.